# .bz
.bz este un domeniu de internet de nivel superior, pentru Belize (ccTLD).